# 가와니시촌 (나가노현)
가와니시촌(일본어: 川西村)은 1957년 3월 31일부터 1973년 3월 31일까지 일본 나가노현 지사가타군에 존재했던 촌이다. 
1973년 4월 1일에 우에다시에 편입 합병하여 소멸하였으나, 촌이 성립할 때에는 우에다시의 일부 지역을 추가하였다. 촌사무소는 우에다 시청 가와니시 지소를 거쳐 우에다 시청 본청 관할의 가와니시 자치 센터로서 존속하고 있다.

## 역사
- 1957년 3월 31일 - 무로가촌 및 우에다시의 일부 우라사토촌의 일부가 합병해 성립하였다.
- 1973년 4월 1일 - 우에다시에 편입되었다. 동일 가와니시촌은 폐지되었다. 촌사무소는 우에다시 가와니시 지소가 되었다.